# Planaltoträdklättrare
Planaltoträdklättrare (Dendrocolaptes platyrostris) är en fågel i familjen ugnsfåglar inom ordningen tättingar.

## Utseende och läte
Planaltoträdklättraren är en stor trädklättrare med medellång och rätt rak näbb. Liksom många trädklättrare är en huvudsakligen rödbrun i fjäderdräkten, men har beigefärgade streck på huvud, hals, strupe och övre delen av ryggen. På buken syns mörka vågrätta band. Sången består av upprepade fem till åtta "whip-whip-whip".

## Utbredning och systematik
Planaltoträdklättrare delas in i två underarter:
- Dendrocolaptes platyrostris intermedius – förekommer från nordöstra Brasilien (Pará och Bahia) till östra Paraguay)
- Dendrocolaptes platyrostris platyrostris – förekommer från östra och sydöstra Brasilien (södra Bahia) till östra Paraguay och nordöstra Argentina

## Levnadssätt
Planaltoträdklättraren hittas i fuktiga och bergsnlägna skogar och skogslandskap, även i skogsbryn och galleriskog. Den ses ibland i samband med svärmar av vandringsmyror och slår regelbundet följe med kringvandrande artblandade flockar.

## Status och hot
Arten har ett stort utbredningsområde, men tros minska i antal, dock inte tillräckligt kraftigt för att den ska betraktas som hotad. Internationella naturvårdsunionen IUCN listar arten som livskraftig (LC).

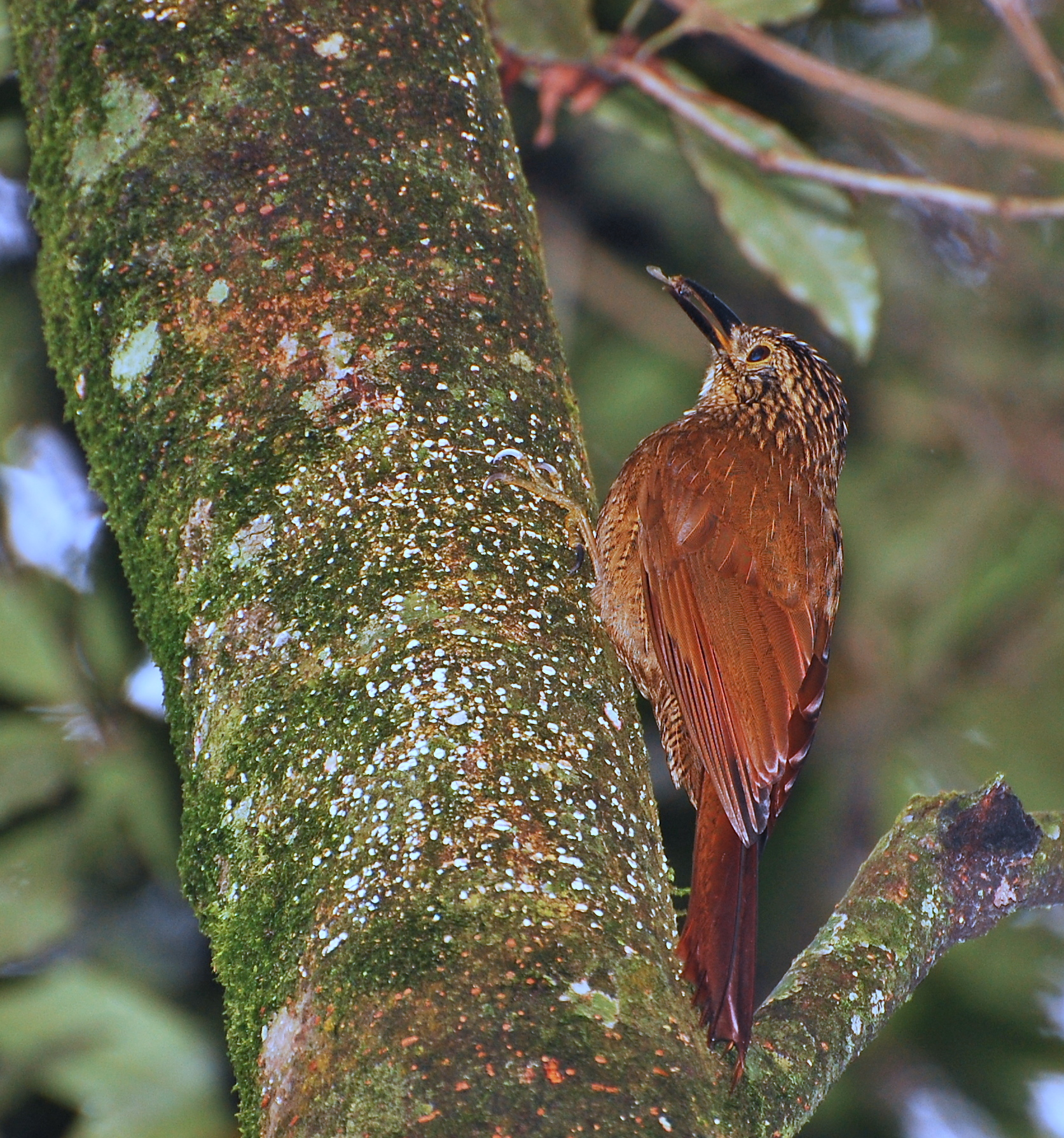